# Palác ARA
Palác ARA, dříve známý jako Obchodní dům Perla, je moderní administrativní stavba na adrese 28. října 371/1 na nároží Perlové ulice a ulice 28. října na Starém Městě v Praze 1 naproti paláci Adria.

## Historie

### Původní stavba
Na stejném místě stával novoklasicistní dům s obchodem firmy A. a R. Amschellberg, zabývající se prodejem textilního zboží.

### Palác ARA

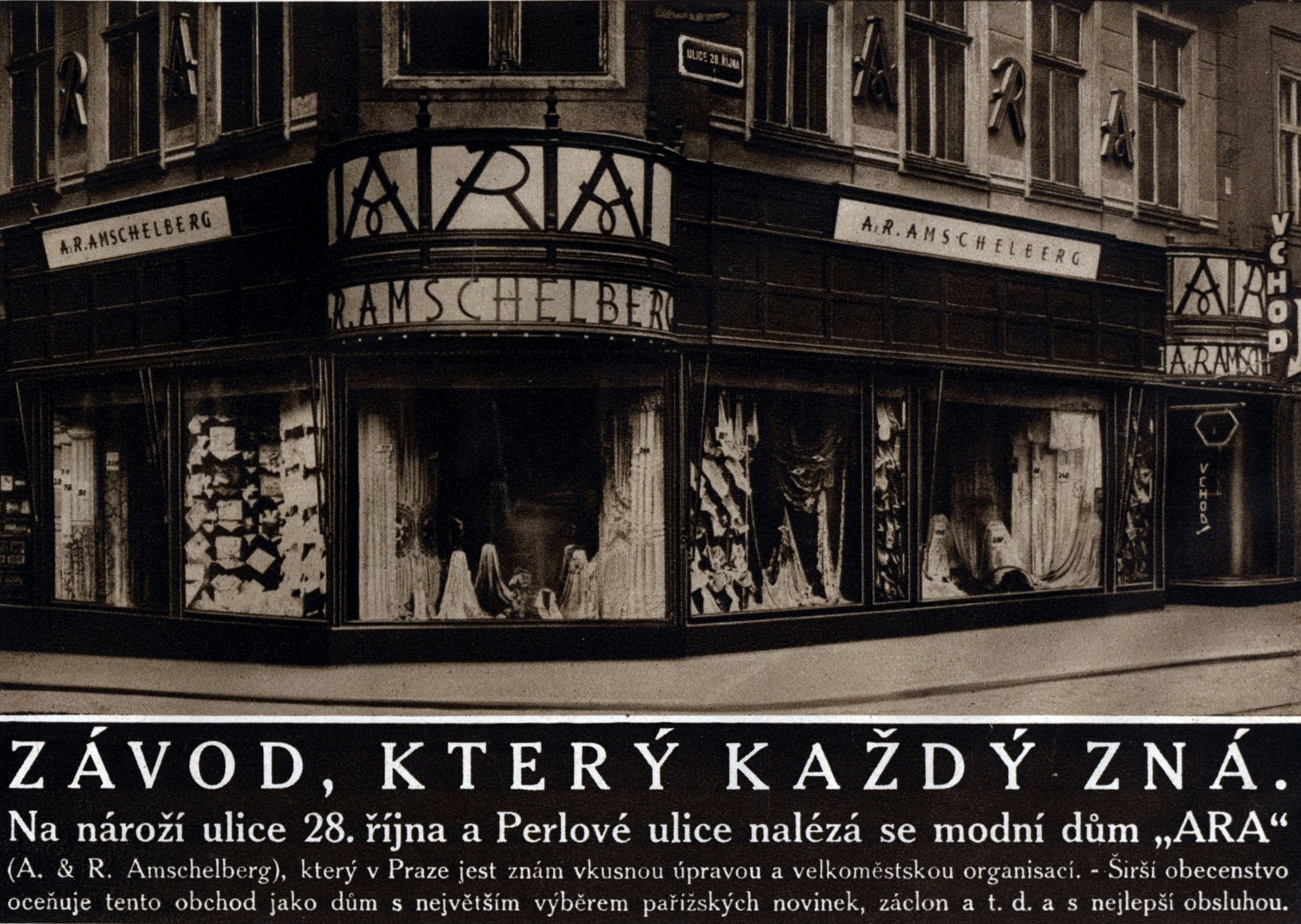
Dům „ARA" v roce 1926 (reklamní snímek, Pestrý týden)

V letech 1930 až 1931 společnost A. a R. Amschellberg postavila na rohu Perlové ulice a ulice 28. října v Praze nový obchodní dům ARA, jehož budovu projektoval Milan Babuška. Portál byl dílem architekta a designera Maxe Gerstla. Podle přání investora vybudoval obloukovou výkladní skříň bez nosného sloupu v rohu. Ještě nedokončená stavba byla 5. února 1931 zachvácena požárem, trvajícím 2,5 hodiny. Konstrukce však odolala a nezhroutila se. Po takové zkušenosti investovali majitelé Ary ještě během dostavby do tehdy špičkového automatického hasicího zařízení značky Springer.

### Obchodní dům Perla
Po 2. světové válce byla ARA přejmenovaná na OD Perla. V té době byl zrušen boční vchod z ulice 28. října a byl upraven jako výloha. V této ulici zůstal pouze domovní vchod pro administrativní personál. Další personální vchod se šatnami a přístupem k nákladnímu výtahu byl v Perlové ulici. Zákazníkům nadále sloužil impozantní nárožní vchod. Původní sortiment byl rozšířen, kromě textilu a oděvů zde byla oddělení obuvi, domácích potřeb, elektro a foto-kino. V červenci 1961 došlo ve 3. patře k přehřátí elektrického vedení a původní Amschellbergovo hasicí zařízení zafungovalo tak bezpečně, že oheň byl uhašen jen během několika minut.
V 70. letech 20. století byl dům uzavřen kvůli svému havarijnímu stavu. Prostory obchodního domu ležely dlouho ladem, ke generální rekonstrukci došlo v roce 1988. Po jejím dokončení měl objekt opět z části fungovat jako obchodní, což se nakonec nestalo. V této době byly z Ary odstraněny také svítící neony.

### Administrativní funkce
V roce 1992 prošel palác přestavbou, následně fungoval jako sedmipatrová administrativní budova a byl určen k pronájmu. Mezi nájemníky patřily například firmy ČSOB, Wall Street Institute, Jazz Republic, DLA Piper a další. V budově sídlilo 52 právnických osob, mj. developer Lordship. Budovu vlastní od roku 2014 společnost Palác Ara, s.r.o., jejímž jediným společníkem je od roku 2014 rakouská ECE Bau & Beteiligungs GmbH z rakouské realitní skupiny ECE Group.
Od počátku roku 2018 do roku 2019 probíhala na paláci ARA velká rekonstrukce za přibližně 200 milionů korun. Z původní konstrukce zůstal jen skelet, v budově jsou nové výtahy, technologie, vzduchotechnika či okna. Na fasádu se vrátilo také původní neonové podsvícení. Pět pater paláce nově zabírá coworkingové centrum HubHub, jež spadá pod developerskou firmu HB Reavis. Nadále zde má svou pobočku banka ČSOB.

## Popis
Palác má po vzoru funkcionalismu jednoduchou skleněnou fasádu bez velkých zdobných prvků. Unikátem jsou její velkoplošná ohýbaná skla na nároží. Vertikálnost a podobnost s dobovými americkými mrakodrapy může evokovat art deco. Díky silnému výrazu se dá palác Ara považovat i za expresionistický. V detailu průčelí je patrný vliv obchodních paláců v Londýně nebo v USA z 30. let. 20. století.